# Čir (řeka)
Čir (rusky Чир) je řeka v Rostovské a Volgogradské oblasti (dolní tok) v Rusku. Je to pravý přítok Donu. Je 317 km dlouhá. Povodí má rozlohu 9 580 km².

## Průběh toku
Pramení na Donské grjadě a ústí do Cimljanské přehrady.

## Vodní stav
Zdroj vody je převážně sněhový. Průměrný roční průtok vody ve vzdálenosti 10 km od ústí činí 12 m³/s. Na horním toku vysychá. Kulminuje na konci března až v dubnu. Levý přítok je Kurtlak.

## Využití
Voda z řeky se využívá především k zavlažování. Samotná řeka je také oblíbenou turistickou destinací a je využívána pro sportovní rybolov.
U ústí leží město Surovikino.